# David Starr Jordan
Pour les articles homonymes, voir Starr et Jordan.
David Starr Jordan, né le 19 janvier 1851 à Gainesville dans l'État de New York et mort le 19 septembre 1931 à Stanford en Californie, est un pédagogue, naturaliste et écrivain américain.

## Biographie

### Vie et carrière
Ses parents sont l'enseigne Hiram Jordan (1809-1889) et Huldah Lake née Hawley (1812-?). La famille paternelle est originaire du Devon. Sur dérogation, il étudie à l’école religieuse pour filles de Gainesville. Il se passionne très tôt pour l’histoire naturelle et il disait lui-même : j’ai senti un intérêt croissant pour l’ornithologie et la géologie.
Il commence à enseigner dans une école de l’Indiana, à South Warsaw, en 1868-1869. Il gagne un concours doté d’une bourse qui lui permet de faire des études à l’université Cornell tout en assurant des cours d’initiation en botanique. Jordan découvre l’étude des poissons grâce à Louis Agassiz (1807-1873) durant un bref séjour à l’école d’été de l’île Penikese en 1873.
Il obtient une maîtrise de sciences (Master of Science) en 1872 et devient professeur d’histoire naturelle au Lombard College à Galesburg (Illinois). Il poursuit, parallèlement, ses études à l’Indiana Medical College. En 1873-1874, il enseigne au Collegiate Institute and Scientific School d’Appleton dans le Wisconsin. Il obtient un titre de docteur en médecine en 1875. Trois ans plus tard, il obtient un titre de docteur en philosophie (PhD) en 1878 à l’université Butler. Il fait paraître en 1876 un Manual of Vertebrates qui sera réédité treize fois jusqu’en 1929.
Il enseigne, de 1875 à 1879, au Butler College à Indianapolis. Il devient alors professeur de zoologie à l’université de l'Indiana puis, en 1885, son président, fonction qu’il conserve jusqu’en 1891. Il exerce une grande influence sur ses étudiants comme John Otterbein Snyder (1867-1943).
Jordan est le président de l’université Stanford de 1891 à 1913, puis est chancelier de 1913 à 1916, et enfin, chancelier émérite. Il décline en 1906 la direction de la Smithsonian Institution.
Il est membre de nombreuses sociétés savantes. Il participe en 1886 à la création de l’Indiana Academy of Sciences dont il devient le premier président.
Il reçoit de nombreux honneurs durant sa vie comme plusieurs doctorats honorifiques en droit : par l’université Cornell (1886), par l’université Johns-Hopkins (1902), par l’Illinois College (1903), par l’université de l’Indiana (1909), par l’université de Californie (1913) et par l’université Case Western Reserve (1915).
Il fut l’un des membres fondateurs du Sierra Club. Pacifiste convaincu, il milite activement au sein de diverses organisations comme la World Peace Foundation qu’il dirige de 1910 à 1914. Il se marie avec Susan Bowen (1845-1885) le 10 mars 1875. En 1887, devenu veuf, il se remarie avec Jessie L. Knight. Il aura six enfants.

### Œuvre
Jordan commence une longue collaboration d’abord avec l’Ohio State Fish Commission puis avec l’U.S. Fish Commission. Avec ce dernier, il est assistant collaborateur de 1877 à 1891, de 1894 à 1909. Il réalise de nombreuses collectes de spécimens tant aux États-Unis qu’à l’étranger (au Mexique, à Cuba, dans la mer de Béring, dans le Pacifique, au Japon et en Europe). Il participe de même aux travaux de la commission chargée des recherches sur l’otarie et le saumon et à la commission internationale des pêches.
Son Synopsis of Fish of North America paraît en 1883. Il participe à de nombreuses reprises à des commissions de recherches et, est notamment chargé des études menées sur le saumon et le phoque dans les années 1890. Les résultats de ses recherches sont publiés en 1898 sous le titre de Seal and Salmon Fisheries and General Ressources of Alaska. Il fait paraître avec Barton Warren Evermann (1853-1932) The Fishes of North and Middle America, ouvrage qui sera considéré comme un classique durant de nombreuses années.
Jordan est l’auteur de plus de deux mille publications dont 645 sur la seule ichtyologie. Il s’intéresse à l’histoire de sa discipline qu’il a plusieurs fois l’occasion d’aborder dans des articles mais aussi dans le premier volume d’A Guide to the Study of Fishes (1905).
Son installation en Californie va permettre un développement considérable des connaissances sur la faune marine tant des côtes de l’Amérique du Nord que de l’Océan Pacifique. Dès son arrivée, il étudie les collections et les enrichit grâce à de nombreux voyages. En 1886, il prépare un article donnant la liste des espèces connues de la côte pacifique de l’Amérique tropicale, compris dans une zone allant du tropique du cancer à Panama. Cet article est précédé et suivi d’autres importantes publications. Il réalise ses publications avec l’aide de l’un de ses étudiants, Charles Henry Gilbert (1859-1928). De même, il conduit certaines recherches grâce aux spécimens que lui font parvenir Richard Crittenden McGregor (1871-1936) des îles Revillagigedo, Pierre Louis Jouy de Hong Kong et de Shanghai, Edwin Chapin Starks (1867-1932) des côtes de Californie, du Mexique et de Puget Sound, Charles Harvey Bollman (1868-1889) des Galapagos. Il travaille, à partir de 1898, sur les poissons du Japon avec John Otterbein Snyder (1867-1943), E.C. Starks, Michitaro Sindo, Alvin Seale (1871-1958), Albert William Christian Theodore Herre (1868-1962), Robert Earl Richardson (1877-1935), William Francis Thompson (1888-1965), Carl Leavitt Hubbs (1894-1979), Barton Warren Evermann (1853-1932). L’exploration de l’archipel hawaïen débute en 1904 avec ce dernier et J.O. Snyder. Jordan étudie aussi la faune de Corée, des Philippines, des Samoa, des Fidji et de Tahiti.
Il décrit au cours de sa vie 2 500 espèces de poissons et moitié moins de genres. Jordan exerce une grande influence durant sa période d’activité (sa première publication date de 1851, la dernière de 1931), mais aussi à travers ses étudiants comme les étudiants de ses étudiants. Il dédicace la treizième et dernière édition de son Manual of the Vertebrate Animals à ses cinq premiers étudiants et à cinq autres, morts durant des missions scientifiques. Il fut toujours fier de ses disciples, du premier au dernier.

## Espèces éponymes
De nombreux taxons lui ont été dédiés, comme :
- Jordanella par George Brown Goode (1851-1896) et Tarleton Hoffman Bean (1846-1916) en 1879 ;
- Jordania par Edwin Chapin Starks (1867-1932) en 1895 ;
- Davidijordania par A.M. Popov en 1931 ;
- Plumularia jordani par Charles Cleveland Nutting (1858-1927) en 1905 ;
- Eopsetta jordani par William Neale Lockington (1840-1902) en 1879.

### Liste partielle des publications

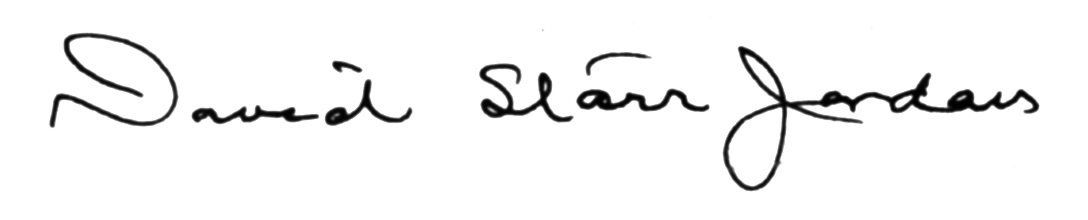
Signature de David Starr Jordan

- 1874 : A popular key to the birds, reptiles, batrachians and fishes, of the northern United States (Reid & Miller, Appleton, Wis.).
- 1876 : Manual of the vertebrates of the northern United States : including the district east of the Mississippi River, and north of North Carolina and Tennessee, exclusive of marine species — Exemplaire numérique sur American Libraries édition de 1894.
- 1877-1878 : Contributions to North American ichthyology (volume 23) — Exemplaire numérique sur  American Libraries.
- 1880 : avec Charles Henry Gilbert (1859-1928), Description of a new agonoid (Agonus vulsus), from the coast of California. Proc. U. S. Natl. Mus., v. 3 (n° 162) : 330–332.
- 1880 : avec C.H. Gilbert, Description of a new agonoid fish (Brachyopsis xyosternus), from Monterey Bay, California. Proc. U. S. Natl. Mus., v. 3 (n° 135) : 152–154.
- 1881 : avec Pierre Louis Jouy : Check-list of fishes from the Pacific coast of North America, distributed by the Smithsonian Institution in behalf of the United States National Museum, 1881. Proc. U. S. Natl. Mus., v. 4 : 1-18.
- 1883 : Synopsis of Fish of North America.
- 1883 : avec C.H. Gilbert, Synopsis of the fishes of North America. Bull. U. S. Natl. Mus., N° 16 : i-liv + 1-1018.
- 1887 : Science sketches — réédité en 1896 (A. C. McClurg and company, Chicago) — Exemplaire numérique sur American Libraries.
- 1888 : Seal and Salmon Fisheries and General Resources of Alaska (quatre volumes).
- 1888 : The value of higher education; an address to young people (Daily Palladium Book and Job Printing House, Richmond, Ind.) – Exemplaire numérique sur American Libraries.
- 1889 : avec C.H. Gilbert, 1899 The fishes of Bering Sea. In : D. S. Jordan. Fur seals, and furseal islands of the North Pacific Ocean, Pt. III : 433-492, Pl. 43-85.
- 1895 : avec Edwin Chapin Starks (1867-1932), The fishes of Puget Sound. Proc. Calif. Acad. Sci., (Ser. 2) v. 5: 785–855, Ps. 76–104.
- 1895 : The factors in organic evolution; a syllabus of a course of elementary lectures delivered in Leland Stanford junior university — Exemplaire numérique sur American Libraries.
- 1896 : The story of the innumerable company, and other sketches — Exemplaire numérique sur American Libraries.
- 1896 : The Core and Culture of Men.
- 1896-1900 : avec Barton Warren Evermann Fishes of North and Middle America (quatre volumes).
- 1897 : Matka and Kotik; a tale of the Mist-Islands — Exemplaire numérique sur American Libraries.
- 1898 : Footnotes to evolution : a series of popular addresses on the evolution of life — Exemplaire numérique sur American Libraries.
- 1898-1899 : avec d’autres auteurs, The fur seals and fur-seal islands of the North Pacific ocean – exemplaire numérique sur American Libraries : volume 1 et volume 2.
- 1899 : The question of the Philippines; an address delivered before the Graduate Club of Leland Stanford junior University, on February 14, 1899 — Exemplaire numérique sur American Libraries.
- 1899 : Imperial Democracy.
- 1899 : The book of Knight and Barbara ; being a series of stories told to children — Exemplaire numérique sur American Libraries.
- 1900 : avec Vernon Lyman Kellogg (1867-1937), Animal Life.
- 1900 : The strength of being clean : a study of the quest for unearned happiness : a White Cross address — Exemplaire numérique sur American Libraries.
- 1900 : Animal life; a first book of zoölogy — Exemplaire numérique sur American Libraries.
- 1901 : avec John Otterbein Snyder (1867-1943), Descriptions of two new genera of fishes (Ereunias and Draciscus) from Japan. Proc. Calif. Acad. Sci., (Ser. 3) v. 2 (nos  7–8) : 377–380, Pl. 18–19.
- 1902 : The Blood of the Nation.
- 1902 : avec Barton Warren Evermann, American food and game fishes : A popular account of all the species found in America north of the equator, with keys of ready identification, life histories and methods of capture — Exemplaire numérique sur American Libraries.
- 1903 : avec plusieurs autres auteurs, Animal Forms.
- 1903 : The Voice of the Scholar.
- 1903 : Animal studies; a text-book of elementary zoology for use in high schools and colleges — Exemplaire numérique sur American Libraries.
- 1904 : The innumerable company — Exemplaire numérique sur American Libraries.
- 1904 : avec Edwin Chapin Starks, A review of the Japanese fishes of the family of Agonidae. Proc. U. S. Natl. Mus., v. 27 (n° 1365): 575–599.
- 1904 : The wandering host — Exemplaire numérique sur American Libraries.
- 1905 : A guide to the study of fishes (deux volumes) — Exemplaire numérique sur American Libraries : premier volume et deuxième volume.
- 1905-1906 : avec d’autres auteurs : The Aquatic Resources of the Hawaiian Islands (trois volumes).
- 1906 : Life's Enthusiasms
- 1906 : avec Alvin Seale (1871-1958), The Fishes of Samoa.
- 1907 : Fishes.
- 1907 : The Human Harvest (American Unitarian Association) — Exemplaire numérique sur American Libraries.
- 1907 : avec V.L. Kellogg, Evolution and animal life; an elementary discussion of facts, processes, laws and theories relating to the life and evolution of animals — Exemplaire numérique sur American Libraries.
- 1907 : Animal forms; a text-book of zoology — Exemplaire numérique sur American Libraries.
- 1907 : avec Robert Earl Richardson (1877-1935), On a collection of fishes from Echigo, Japan. Proc. U. S. Natl. Mus., v. 33 (n° 1570) : 263–266.
- 1908 : The higher sacrifice — Exemplaire numérique sur American Libraries.
- 1910 : (direction) Leading American men of science (H. Holt and company, New York) – Exemplaire numérique sur American Libraries.
- 1910 : Check-list of species of fishes known from the Philippine Archipelago (Bureau of Printing, Manille) – Exemplaire numérique sur American Libraries.
- 1910 : The story of Matka; a tale of the Mist-Islands — Exemplaire numérique sur American Libraries.
- 1912 : Concerning sea power (World Peace Foundation, Boston) – Exemplaire numérique sur American Libraries.
- 1912 : Eric's book of beasts done in watercolors and accompanied with appropriate jingles — Exemplaire numérique sur American Libraries.
- 1913 : War and Waste.
- 1913 : Naval Waste (World Peace Foundation, Boston) – Exemplaire numérique sur American Libraries
- 1913 : America's conquest of Europe — Exemplaire numérique sur American Libraries.
- 1913 : What shall we say? : being comments on current matters of war and waste — Exemplaire numérique sur American Libraries.
- 1914 : Avec Harvey Ernest Jordan (1878-1963) War's Aftermath, a Preliminary Study of the Eugenics of War.
- 1915 : Ways of Lasting Peace
- 1916 : Ways to lasting peace — Exemplaire numérique sur American Libraries.
- 1917 : The genera of fishes, from Linnaeus to Cuvier, 1758–1833, seventy-five years, with the accepted type of each. A contribution to the stability of scientific nomenclature. (assisté par Barton Warren Evermann) Leland Stanford Jr. Univ. Publ., Univ. Ser. No. 27 : 1–161.
- 1917 : « Changes in names of American fishes ». Copeia, n° 49 : 85–89.
- 1918 : Democracy and World Relations
- 1918-1920 : The Genera of Fishes (quatre parties).
- 1919-1926 : Fossil Fishes of Souhtern California (neuf parties).
- 1920 : avec James Zaccheus Gilbert (1866-?), Fossil fishes of diatom beds of Lompoc, California (Stanford University Press) – Exemplaire numérique sur American Libraries.
- 1922 : The Days of a Man – autobiographie en deux volumes – Exemplaire numérique sur American Libraries : volume 1 et volume 2.
- 1922 : Classification of fishes.
- 1925 : The Higher Foolishness.
- 1925 : avec Carl Leavitt Hubbs (1894-1979), Record of fishes obtained by David Starr Jordan in Japan, 1922. Mem. Carnegie Mus., v. 10 (n° 2) : 93-346, Pl. 5–12.
- 1929 : The Trend of the American University.
- 1930 : avec B.W. Evermann et H.W. Clark, Check list of the fishes and fishlike vertebrates of North and Middle America north of the northern boundary of Venezuela and Colombia. Rep. U. S. Comm. Fish. for 1928. Pt. 2 : 1-670.